# Ngepung (Lengkong)
Ngepung is een bestuurslaag in het regentschap Nganjuk van de provincie Oost-Java, Indonesië. Ngepung telt 1415 inwoners (volkstelling 2010).